# Naturschutzgebiet Ringelnbusch

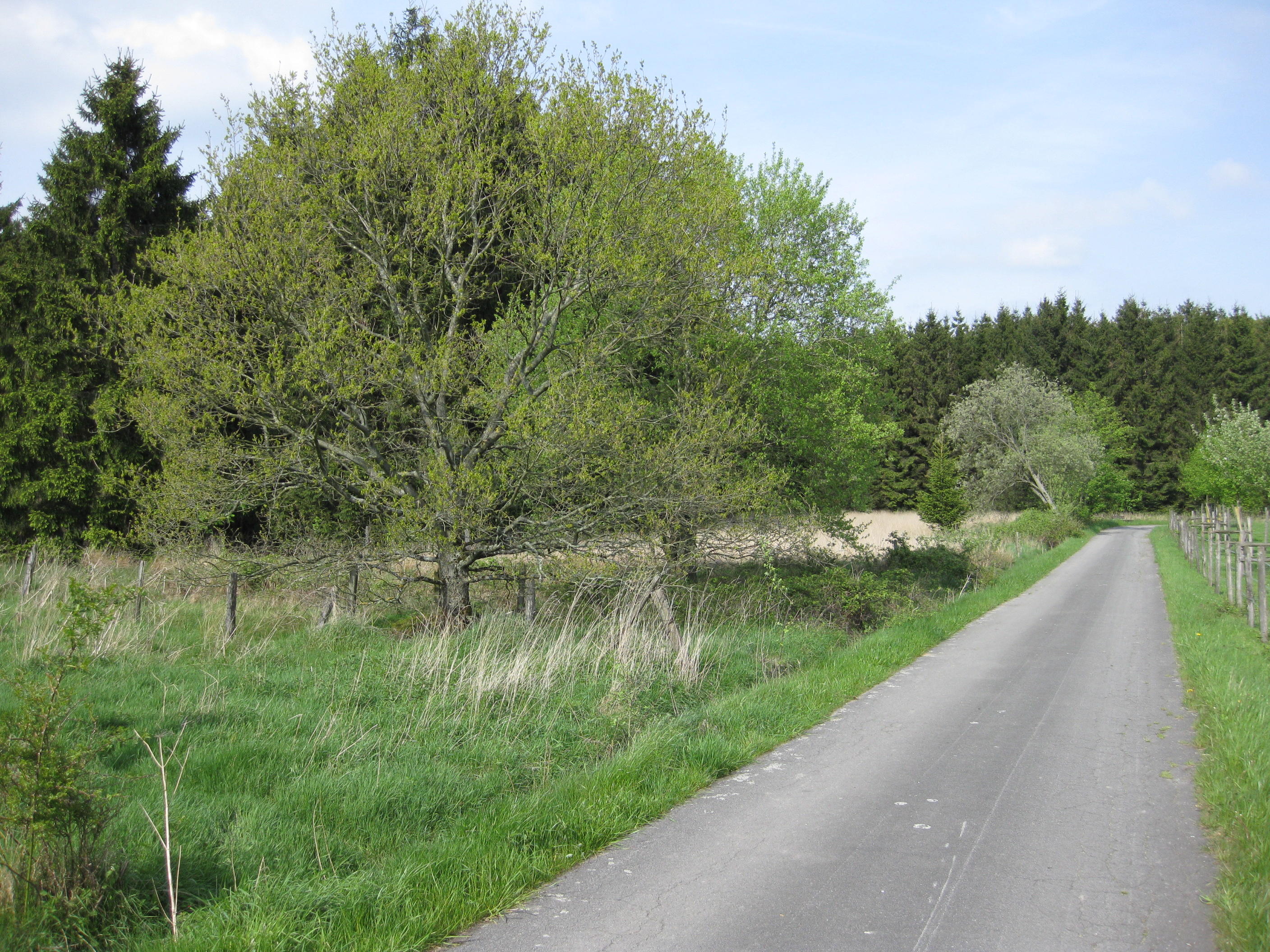
Naturschutzgebiet Ringelnbusch

Das Naturschutzgebiet Ringelnbusch mit einer Größe von 2,5 ha liegt nordöstlich von Scharfenberg im Stadtgebiet von Brilon. Das Gebiet wurde 2008 mit dem Landschaftsplan Briloner Hochfläche durch den Hochsauerlandkreis als Naturschutzgebiet (NSG) ausgewiesen. Das NSG gehört seit 2023 zum Vogelschutzgebiet Diemel- und Hoppecketal mit angrenzenden Wäldern.

## Gebietsbeschreibung
Beim NSG handelt es sich um ein Übergangsmoor mit Pfeifengras-Borstgrasrasen und binsenreichem Kleinseggensumpf. Am West- und Nordrand gehören Hecken zum NSG.
Das Landesamt für Natur, Umwelt und Verbraucherschutz Nordrhein-Westfalen dokumentierte Pflanzenarten wie Besenheide, Blutwurz, Borstgras, Brennender Hahnenfuß,
Flatter-Binse, Goldenes Frauenhaarmoos, Harzer Labkraut, Kuckucks-Lichtnelke, Moor-Labkraut, Sumpf-Schafgarbe, Sumpf-Veilchen, Sumpf-Vergissmeinnicht und Wald-Engelwurz.

## Schutzzweck
Wie bei allen Naturschutzgebieten in Deutschland wurde in der Schutzausweisung darauf hingewiesen, dass das Gebiet „wegen der Seltenheit, besonderen Eigenart und Schönheit des Gebietes“ zum Naturschutzgebiet wurde. Schutzzweck ist insbesondere der Schutz eines Übergangsmoores mit seltenen und gefährdeten Tier- und Pflanzenarten.
Der Landschaftsplan führt zum speziellen Schutzzweck auf: „Erhaltung und Optimierung / Wiederherstellung eines kleinen Übergangsmoores als im Plangebiet und darüber hinaus seltenem und gefährdetem Biotoptyp; Verbesserung seiner flächenhaften Ausdehnung und Zusammenhänge sowie des Wasserhaushalts durch grundlegende Pflegeeingriffe (Fichtenbeseitigung); Sicherung weiterer feuchtigkeitsgeprägter Lebensgemeinschaften und Kleinstrukturen als potenzielle Brut- und Nahrungshabitate seltener Vogel- und Insektenarten.“